# Папська хорватська колегія святого Ієроніма
41°54′17″ пн. ш. 12°28′40″ сх. д. / 41.904742° пн. ш. 12.477823° сх. д.

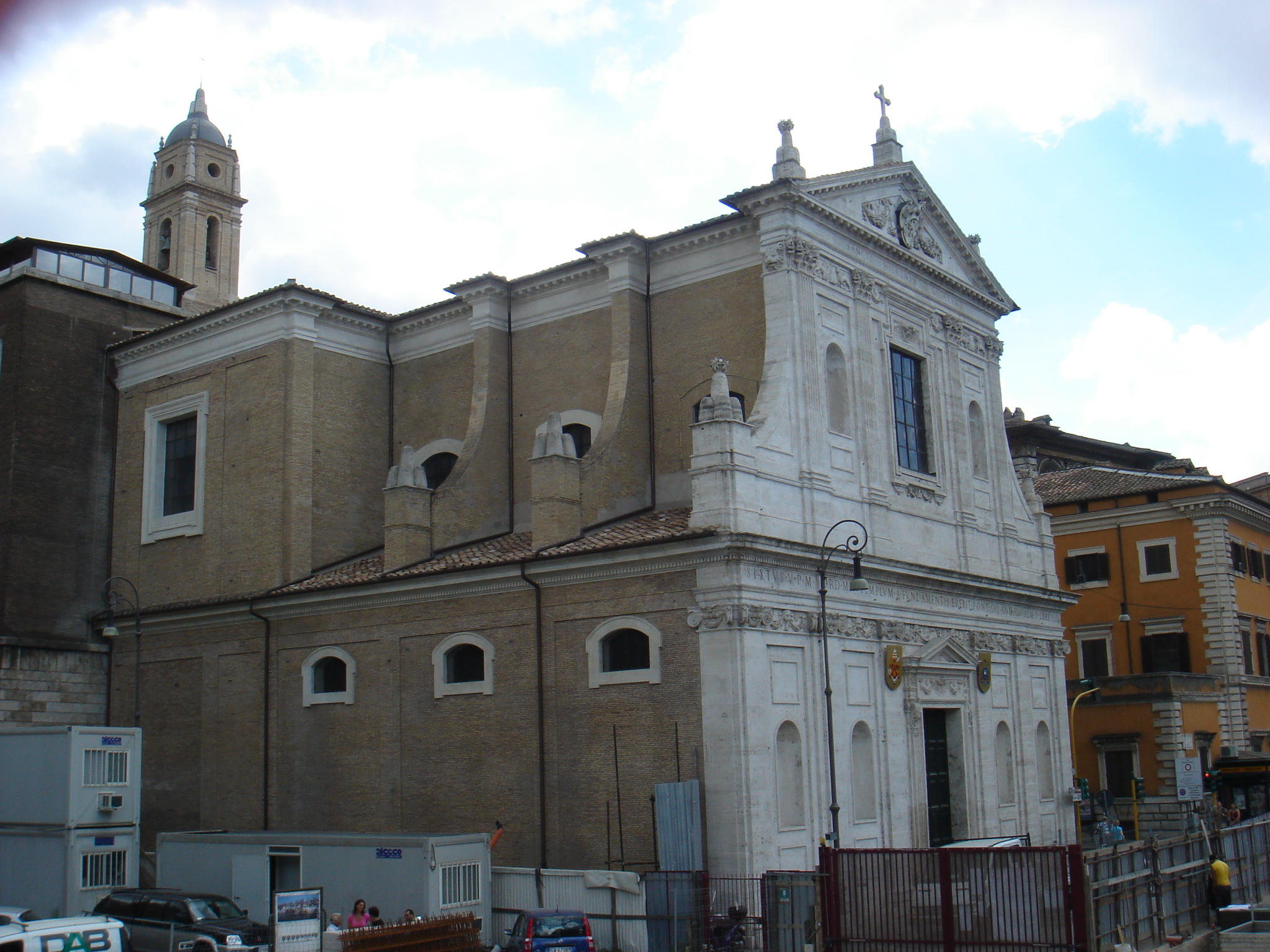
Церква Сан-Джироламо-деї-Кроаті при якій функціонує колегія святого Ієроніма

Папська хорватська колегія святого Ієроніма (хорв. Papinski hrvatski zavod svetog Jeronima, італ. Pontificio Collegio Croato Di San Girolamo a Roma) —  католицький навчальний заклад в Римі. У колегії навчаються майбутні та чинні священнослужителі Католицької церкви Хорватії. Названа на честь святого Ієроніма. Розташовується при римській церкві Сан-Джироламо-деї-Кроаті (San Girolamo dei Croati), яка вважається національною церквою хорватів в Римі. Одна з папських римських колегій.

## Історія
В апостольському листі Piis fidelium votis від 21 березня 1453 папа Микола V дарував руїни церкви святої Марини на лівому березі Тибру, неподалік від Мавзолею Августа, братству хорватських священників. Братство відновило церкву, переосвятило її в честь Ієроніма Стридонського, а також звело при ній госпіталь і притулок. Церква стала національною церквою для хорватів в Римі.
У 1544 році братство отримало статус конгрегації, а в 1566 році Папа Пій V включив церква св. Ієроніма в число титулярних церков. Папа Сикст V встановив при церкви капітул. До його розпуску в 1901 році в ньому попрацювало більше 120 хорватських священників.
27 лютого 1790 року папа Пій VI заснував при капітулі семінарію, але капітулярна семінарія працювала нерегулярно, короткими періодами з великими перервами: у 1793-1798, 1863-1871 і в 1884-1901 роках, після чого капітул був розпущений.
Після ліквідації капітулу на базі його семінарії була заснована Папська колегія. Офіційно її відкриття було проголошено 1 серпня 1901 року папою Левом XIII в апостольському листі Slavorum gentem. Спочатку колегія носила ім'я Collegium Hieronymianum pro Croatica Gente («Колегія Ієроніма для хорватського народу»), але після дипломатичного втручання з боку Чорногорії вона була перейменована в 1902 році в «Іллірійську колегію Святого Ієроніма». Розташовувалася колегія в приміщеннях колишнього притулку при церкві Сан-Джироламо.
Робота колегії була перервана з початком першої світової війни, знову відкрита вона була тільки в 1924 році, коли після підписання Римського договору спала напруженість у відносинах Італії з Королівством Югославія. У 1938-1939 році були побудовані нові, більш місткі будівлі колегії на місці старих.
22 липня 1971 року папа Павло VI перейменував колегію та дав їй її нинішню назву. У 1999 році колегія була в числі відповідачів в процесі проти Банку Ватикану у справі про нацистське золото, вивезене усташами.